# Madeleine de Waldeck
La comtesse Madeleine de Waldeck (9 septembre 1558 – août 1599), est la fille de Philippe IV de Waldeck (1493-1574) et de son épouse Jutta d'Isenburg (d. 1564).

## Les mariages et la descendance

### Premier mariage
Le 2 ou le 6 février 1576, elle épouse le comte Philippe-Louis Ier de Hanau-Münzenberg. Ce mariage présente quelques caractéristiques intéressantes pour l'époque. Tout d'abord, il semble avoir été un mariage d'amour. Selon les critères de l'époque, Madeleine était de rang moins élevé que Philippe. Politiquement, le mariage pourrait aussi constituer un recul de la politique d'influence menée par son tuteur, le comte Jean VI de Nassau-Dillenbourg, qui aurait préféré que Philippe épouse un membre de la famille de Nassau. Sa propre famille a été plus orientée vers la Landgraviat de Hesse et de l'Archidiocèse de Cologne.
Madeleine et Philippe Louis ont eu quatre enfants:
1. Philippe-Louis II de Hanau-Münzenberg (18 novembre 1576 – 9 août 1612).
2. Julienne de Hanau-Münzenberg (13 octobre 1577 – 2 décembre 1577), enterrée dans le chœur de l'Église sainte-Marie, à Hanau.
3. Guillaume de Hanau-Münzenberg (26 août 1578 – 14 juin 1579), également enterré dans le chœur de l'Église sainte-Marie de Hanau.
4. Albert de Hanau-Münzenberg (12 novembre 1579 – 19 décembre 1635).

### Deuxième mariage
Le 24 novembre 1581, elle épouse le comte Jean VII de Nassau-Siegen. Madeleine est devenue calviniste, la confession de son second mari. Elle emménage avec lui à Dillenburg, où ils ont emmené les deux enfants de son premier mariage. Cela a conduit à Philippe Louis II d'être calviniste. Lorsque Philippe Louis II devint comte de Hanau-Münzenberg, en 1595, il a fait du calvinisme la religion de son comté.
Madeleine et Jean ont eu douze enfants:
1. Jean-Ernest de Nassau-Siegen (21 octobre 1582 – 27 septembre 1617), un général de l'armée vénitienne, impliqué dans la Guerre de Gradisca;
2. Jean VIII de Nassau-Siegen (29 septembre 1583 – 27 juillet 1638)
3. Élisabeth de Nassau-Siegen (8 novembre 1584 – 26 juillet 1661), mariée le 26 juillet 1604 à Christian de Waldeck
4. Adolphe de Nassau-Siegen (8 août 1586 – 7 novembre 1608)
5. Julienne de Nassau-Dillenbourg (1587-1643) (3 septembre 1587 – 15 février 1643), mariée le 22 mai 1603 à Maurice de Hesse-Cassel
6. Anne-Marie (3 mars 1589 – 27 février 1620), mariée le 3 février 1611 à de Jean Adolphe de Daun
7. Jean-Albert, né et mort en 1590
8. Guillaume de Nassau-Hilchenbach (13 août 1592 – 18 juillet 1642)
9. Anne-Jeanne (2 mars 1594 – 7 décembre 1636), mariée le 14 juin 1619 à Jean Wolfart von Brederode
10. Frédéric-Louis (2 février 1595 – 22 avril 1600)
11. Madeleine (23 février 1596 – 6 décembre 1662), mariée en août 1631 à Bernhard Moritz von Oeynhausen; et le 25 août 1642 Philippe Guillaume zu Inn und Knyphausen
12. Jean-Frédéric, né et mort en 1597.